# Bagatelles et impromptus
Pour les articles homonymes, voir Bagatelle et Impromptu.
Les Bagatelles et impromptus sont un cycle de huit pièces pour piano de Bedřich Smetana. Composées en 1844, elles sont dédiées à Catherine Collar, sa fiancée.

## Analyse de l'œuvre
1. Nevinnost l'innocence (allegro, en ut mineur)
2. Skicenost l'abattement (allegro en la mineur)
3. Ydille (moderato, en sol majeur)
4. Touha le désir (appassionato, en mi mineur)
5. Radost la joie (vivace, en ré majeur)
6. Pohadka conte (moderato, en si mineur)
7. Laska l'amour (tranquillo, en la majeur)
8. Nesvar la discorde (presto, en fa dièse mineur)